# Choeradoplana onae
Choeradoplana onae ist eine Art der zu den Landplanarien zählenden Gattung Choeradoplana. Sie kommt in Brasilien vor.

## Merkmale
Choeradoplana onae hat einen schlanken, subzylindrischen Körper und misst konserviert eine Länge von bis zu 44,5 Millimetern. Individuen der Gattung Choeradoplana weisen einen Retraktormuskel und Drüsen im Kopfbereich auf. Das Vorderende ist nach hinten gebogen, so dass auf der Bauchseite wegen eines Muskeldrüsenorgans zwei kissenartige Strukturen im Kopfbereich erkennbar sind. Der Rücken hat eine elfenbeinfarbene Grundfärbung, auf dem sich mittig eine breite Längsbande mit sepiabraunen Pigmenten befindet, die nur von unregelmäßig verteilten Flecken mit der Grundfärbung unterbrochen ist. An den Rändern der Bande gehen die Pigmente in Punkte über. Die Bauchseite ist hellgrau. Am Vorderende sind sowohl Bauch als auch Rücken orangerot gefärbt. Am Vorderende fehlen Augen. Kurz hinter dem Vorderende verteilen sich viele Augen in zwei bis drei Reihen.
Der Kopulationsapparat weist ein männliches Atrium genitale auf, in dem vier bis sechs große Falten liegen.

## Verbreitung
Die Art wurde im Reserva Biológica Augusto Ruschi bei Santa Teresa im brasilianischen Bundesstaat Espírito Santo nachgewiesen.

## Etymologie
Das Artepitheton onae ehrt die Biologin Marta Álvarez-Presas für ihre Leistungen bei der Erforschung der Landplanarien der Neotropis. Onae ist ein liebevoller Spitzname für die Wissenschaftlerin.